# Архипелаг Парри
Архипелаг Парри (англ. Parry Islands) — юго-западная часть Островов Королевы Елизаветы Канадского Арктического архипелага. Также встречаются варианты наименования — Острова Парри, Острова Пэрри. Административно архипелаг поделен между Северо-Западными территориями и территорией Нунавут.

## География
В состав архипелага входят острова Принс-Патрик, Мелвилл, Батерст, Борден, Маккензи-Кинг, Корнуоллис, Эглинтон, Байам-Мартин и окружающие их мелкие острова. Архипелаг раслоложен севернее системы проливов Барроу, Вайкаунт-Мелвилл, Мак-Клур и юго-западнее проливов Принс-Густав-Адольф, Маклейн, Пенни, Куинс и Веллингтон. Общая площадь островов составляет около 100 тысяч квадратных километров. Практически все острова имеют низменный рельеф, на южных островах горные хребты высотой до 1067 м. Климат островов — крайне суровый, арктический. Острова покрыты полярными пустынями. Посёлок Резольют расположен на острове Корнуоллис. Мелвилл является самым крупным из островов архипелага, на нём же расположена и его наивысшая точка — Блу-Хиллз. Самая поразительная особенность поверхности островов Мелвилл и Корнуоллис — почти полное отсутствие растительности.

## История
Острова были открыты английским полярным исследователем Вильямом Эдвардом Парри в 1819—1820 годах. Изначально он назвал архипелаг Северная Джорджия, но Британское адмиралтейство в 1835 году переименовало их в его честь.
До 1953 года название Архипелаг Парри носил весь архипелаг Острова Королевы Елизаветы.